# Túnel de Shrewley
El túnel de Shrewley, que formaba parte del antiguo canal de Warwick y Birmingham, está situado cerca de Shrewley, en Warwickshire, Inglaterra. Con una longitud de 433 yardas (395,9 m), se inauguró en 1799, y pasó a formar parte del Grand Union Canal en 1929. Presenta la particularidad de que en su boca norte dispone de un segundo túnel de pequeña longitud (37 m), que permite dar continuidad al paso de los caballos por un camino que conecta los dos extremos del camino de sirga.   

## Historia

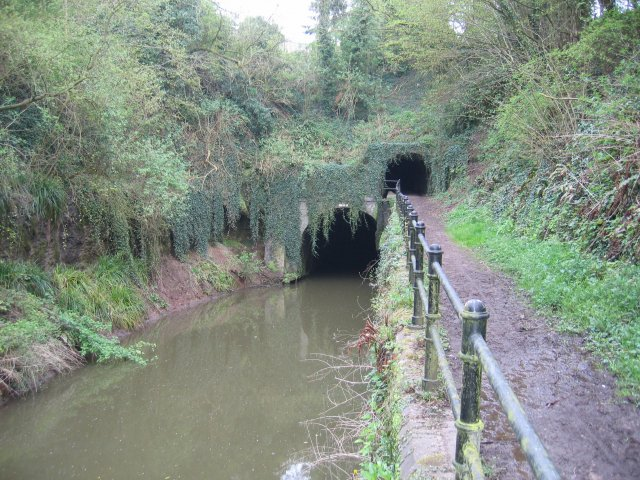
Entrada norte a la galería del canal, con el túnel para caballos que lo acompaña

La Compañía del Canal de Warwick y Birmingham obtuvo una Ley del Parlamento en marzo de 1793, que autorizaba la construcción de un canal de 22,6 millas (36,4 km) de longitud desde el ramal del canal de Digbeth del canal del dominio navegable de Birmingham hasta Warwick, donde terminaría en Saltisford Wharf. Los planos mostraban tres túneles, en Shrewley, Rowington y Yardley, pero a medida que avanzaba la construcción, los dos últimos se convirtieron en desmontes profundos. Esta no era una opción en Shrewley, ya que la ruta pasaba por debajo del pueblo. Los planos también especificaban que el túnel sería adecuado para botes pero no para barcazas, lo que implica que habría sido adecuado para embarcaciones estrechas de 7 pies (2,1 m) de manga, comunes en el sistema de Birmingham, pero no para embarcaciones más anchas. Sin embargo, la construcción del canal Grand Junction, que proporcionaría un enlace con Londres, se inició en un momento similar, y el comité tomó sabiamente la decisión en abril de 1794 de aumentar el ancho del túnel hasta 16 pies (4,9 m), permitiendo el paso de barcazas anchas. La luz de los puentes también se incrementó a 21 pies (6,4 m) en mayo.
El túnel tiene 433 yardas (395,9 m) de largo, está construido de ladrillo y es lo suficientemente ancho como para que dos embarcaciones estrechas se crucen entre sí, aunque no tiene camino de sirga en su interior. Se inauguró oficialmente el 19 de diciembre de 1799, cuando se completó el resto del canal de Warwick y Birmingham, aunque no se produjo ningún comercio hasta el mes de marzo siguiente. Pasó a formar parte del canal Grand Union en 1929, tras la fusión del canal Grand Junction con el canal Grand Union.
En realidad, hay dos túneles: en la boca norte, el camino de sirga se bifurca y sube por una rampa, para luego adentrarse en su propio túnel, una galería de pequeña longitud (37 metros), realizada con el fin de dar continuidad al camino de sirga, que se conecta a un camino que pasa sobre el túnel del canal, y que desciende por otra rampa para acceder a la boca sur. El interior del túnel está inusualmente húmedo y esto ha llevado a la aparición de formaciones estalactíticas.

## Ubicación
El túnel discurre de sureste a noroeste. Desde la boca norte, el canal está nivelado a lo largo de 6,5 millas (10,5 km), hasta alcanzar el final de un tramo de cinco esclusas en Knowle, que permiten elevar 41,8 pies (12,7 m) el nivel del canal. Kingswood Junction, donde conecta con el canal de Stratford-upon-Avon, se encuentra aproximadamente a la mitad de este tramo. Hacia el sur, el canal está nivelado alrededor de 1,7 millas (2,7 km) hasta la esclusa superior de Hatton, la primera de las 21 esclusas de Hatton que permiten descender 146,5 pies (44,7 m) para llegar a Warwick.

## Coordenadas
| \| Punto \| Coordenadas (Con enlaces a mapas y fuentes de fotografías aéreas) \| \| ----------- \| ----------------------------------------------------------------- \| \| Boca norte \| 52°18′14″N 1°41′22″O / 52.303871, -1.689460 \| \| Punto medio \| 52°18′09″N 1°41′15″O / 52.302598, -1.687555 \| \| Boca sur \| 52°18′05″N 1°41′08″O / 52.301325, -1.685650 \| | Localización del centro del túnel                                 |
| Punto | Coordenadas (Con enlaces a mapas y fuentes de fotografías aéreas) |
| Boca norte | 52°18′14″N 1°41′22″O / 52.303871, -1.689460                       |
| Punto medio | 52°18′09″N 1°41′15″O / 52.302598, -1.687555                       |
| Boca sur | 52°18′05″N 1°41′08″O / 52.301325, -1.685650                       |